# Phalura
Le phalura, aussi appelé palula ou phalulo, est une langue indo-aryenne du sous-groupe des langues dardiques, parlée dans les montagnes du Nord du Pakistan.
Le phalura est parlé dans huit villages situés dans le sud du Chitrâl, par environ 8 600 personnes. Il subit une forte pression du khowar.

## Écriture
| ا | آ | ب | پ | ت | ٹ | ث | ج | چ | ڇ | څ |
| ح | خ | د | ڈ | ذ | ر | ڑ | ز | ژ | ڙ | س |
| ش | ݜ | ص | ض | ط | ظ | ع | غ | ف | ق | ک |
| گ | ل | م | ن | ݨ | ں | و | ه | ھ | ی | ے |

| ◌ُ | ◌ِ | ◌ࣿ | ◌ٔ |

## Phonologie

### Consonnes
|              |              | Bilabiales      | Alvéolaires     | Alvéolaires | Alvéolaires   | Dorsales        | Dorsales | Glottales |
| ------------ | ------------ | --------------- | --------------- | ----------- | ------------- | --------------- | -------- | --------- |
| Centrales    | Latérales    | Bilabiales      | Palatales       | Vélaires    | Uvulaire      |                 |          | Glottales |
| Occlusives   | simples      | p [p] b [b]     | t [t] d [d]     |             |               | k [k] g [g]     | q [q]    |           |
| Occlusives   | aspirées     | ph [pʰ] bh [bʰ] | th [tʰ] dh [dʰ] |             |               | kh [kʰ] gh [gʰ] |          |           |
| Occlusives   | rétroflexes  |                 | ṭ [ʈ] ḍ [ɖ]     |             |               |                 |          |           |
| Affriquées   | simples      |                 | c [t͡s] dz [d͡z]  |             | č [t͡ʃ]        |                 |          |           |
| Affriquées   | aspirées     |                 | ch [t͡sʰ]        |             | čh [ t͡ʃʰ]     |                 |          |           |
| Affriquées   | rétroflexes  |                 | ċ [t͡ʂ] ċh [t͡ʂʰ] |             | ć [-] ćh [-]  |                 |          |           |
| Fricatives   | sourdes      |                 | s [s]           |             | š [ʃ]         |                 | χ [χ]    | h [h]     |
| Fricatives   | sonores      |                 | z [z]           |             | ž [ʒ]         |                 | ʁ [ʁ]    |           |
| Fricatives   | rétroflexes  |                 | ṣ [ʂ] ẓ [ʐ]     |             | ś [-] (ź) [-] |                 |          |           |
| Nasales      |              | m [m]           | n [n]           |             |               |                 |          |           |
| Nasales      | rétroflexes  |                 |                 | ņ [ɳ]       |               |                 |          |           |
| liquide      | liquide      |                 | r [r] ṛ [ɽ]     | l [l]       |               |                 |          |           |
| Semi-voyelle | Semi-voyelle | w [w]           |                 |             | y [j]         |                 |          |           |

## sources
- (ru) A.Л. Грюнберг, Пхалура язык, Moscou, Indrik, coll. « Языки мира. Дардские и нуристанские языки »,‎ 1999 (ISBN 5-85759-085-X)
- (en) Kendall D. Decker, Languages of Chitral, Islamabad, National Institute of Pakistan Studies, Quaid-i-Azam University, coll. « Sociolinguistic Survey of Northern Pakistan » (no 5), 1992
- [Anǧemen Tarqi Palola Ashariyat 2011] پالُولا الٍف، بے, دروش, انجمن ترقی پالولا عشریت,‎ 2011 (lire en ligne)
- (en) Henrik Liljegren, Towards a grammatical description of Palula: An Indo-Aryan language of the Hindu Kush (thèse de Ph.D.), Department of Linguistics, Stockholm University, 2008 (ISBN 978-91-7155-599-1, lire en ligne)
- (en) Henrik Liljegren et Naseem Haider, « Palula », Journal of the International Phonetic Association, vol. 39, no 3,‎ décembre 2009, p. 381-386 (DOI 10.1017/S0025100309990193)
- (en) Henrik Liljegren et Naseem Haider, Palula Vocabulary, Islamabad, Forum for Language Initiatives, coll. « FLI Language and Culture Series », 2011 (ISBN 9789699437076, lire en ligne)
- (en) Lorna A. Priest, Proposal to add ARABIC MARK SIDEWAYS NOON GHUNNA (no L2/11-033R), 10 février 2011 (lire en ligne)